# Protoptila fimbriata
Protoptila fimbriata är en nattsländeart som beskrevs av Oliver S. Flint Jr. 1981. Protoptila fimbriata ingår i släktet Protoptila och familjen stenhusnattsländor. Inga underarter finns listade i Catalogue of Life.